# Hiddensee (corvette)
L'Hiddensee est une ancienne corvette de classe Tarentul de la marine est-allemande, qui a fait partie du site de Battleship Cove à Fall River, dans le Massachusetts de 1997 à 2023. À l'origine construit en URSS pour être une corvette de la marine est-allemande, elle est brièvement intégrée à la marine allemande, elle termine sa carrière aux États-Unis en tant que USNS Hiddensee.

## Historique
La corvette lance-missiles de classe Tarentul I (Projekt 1241) a été lancée en 1984 au chantier naval Petrovsky par la compagnie de construction navale Almaz de Leningrad, en Union soviétique. Elle a été perçu en 1985 par la Volksmarine est-allemande sous le nom de Rudolf Egelhofer, mais après la réunification allemande en 1990, elle a été transférée à la marine allemande et rebaptisée Hiddensee.
Après son déclassement en avril 1991, elle est transférée à l'United States Navy en novembre 1991 et arrive aux États-Unis, avec un lot de 170 missiles antinavires P-15 Termit, en 1992. En tant qu'USNS Hiddensee depuis le 14 février 1992, le navire a été largement évalué au Naval Air Warfare Center (en) de Solomons Island dans le Maryland, et utilisé pour des exercices navals dans une cinquantaine de déployements avec un petit équipage civil. À la suite de coupes budgétaires de la marine américaine, le navire a été retiré du service en avril 1996 et a rejoint la flotte de Battleship Cove le 14 juin 1997.
Battleship Cove n'a pas pu s'occuper d'elle en raison du manque de financement. Sa coque s'est détériorée jusqu'à ce que la décision soit prise de la retirer de la collection. Elle est discrètement remorquée pour être démolie à Bridgeport (Connecticut), début octobre 2023,.

## Galerie

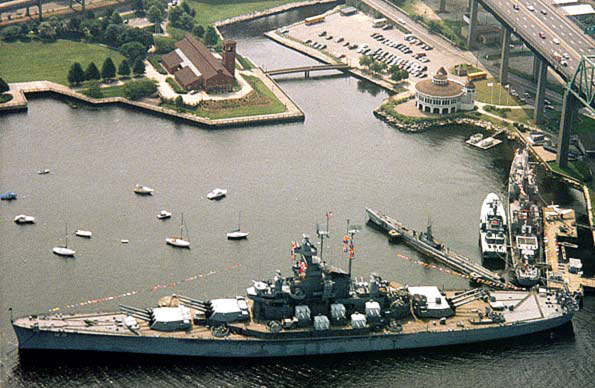
Vue aérienne de Battleship Cove.
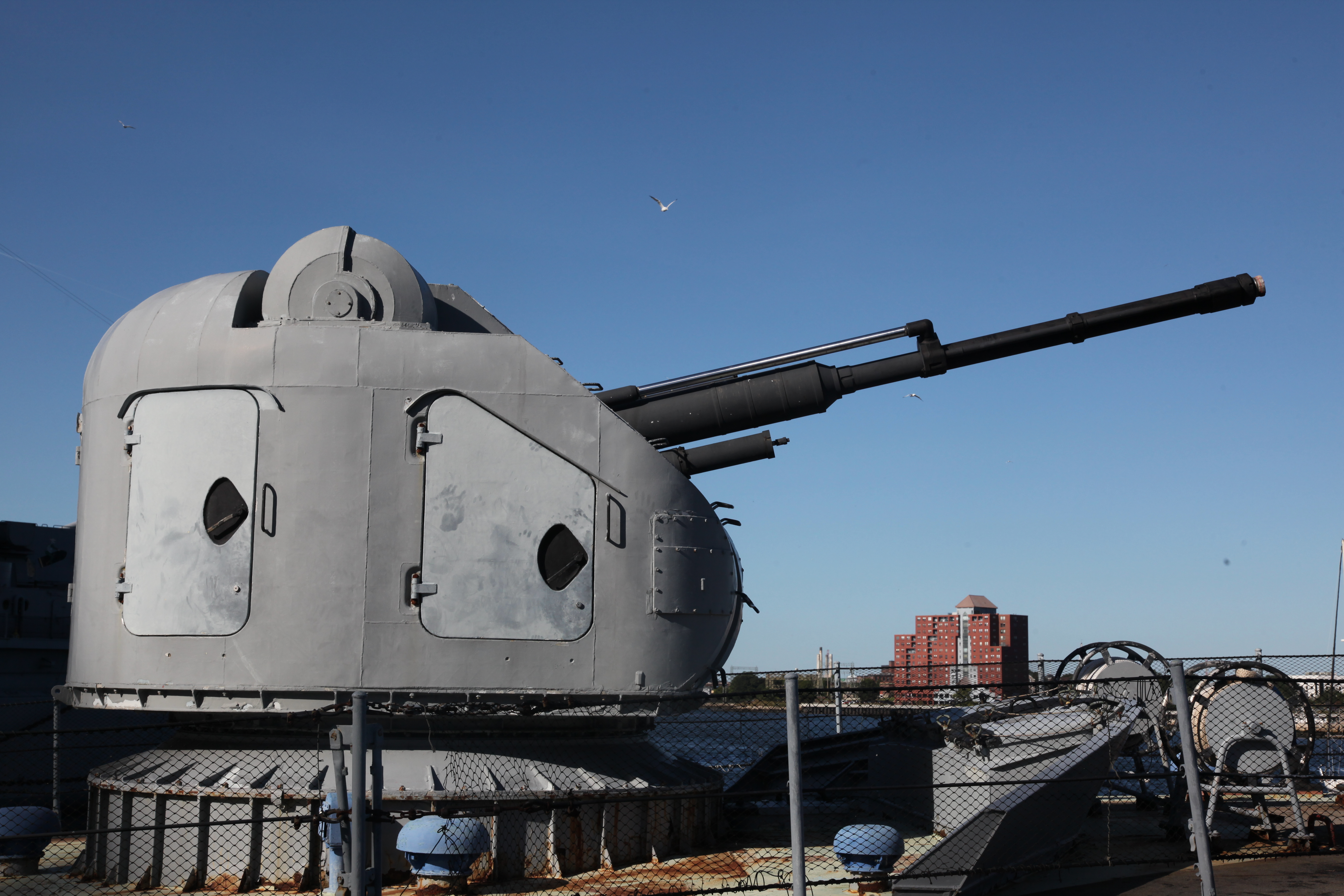
Canon de 76 mm AK-176.
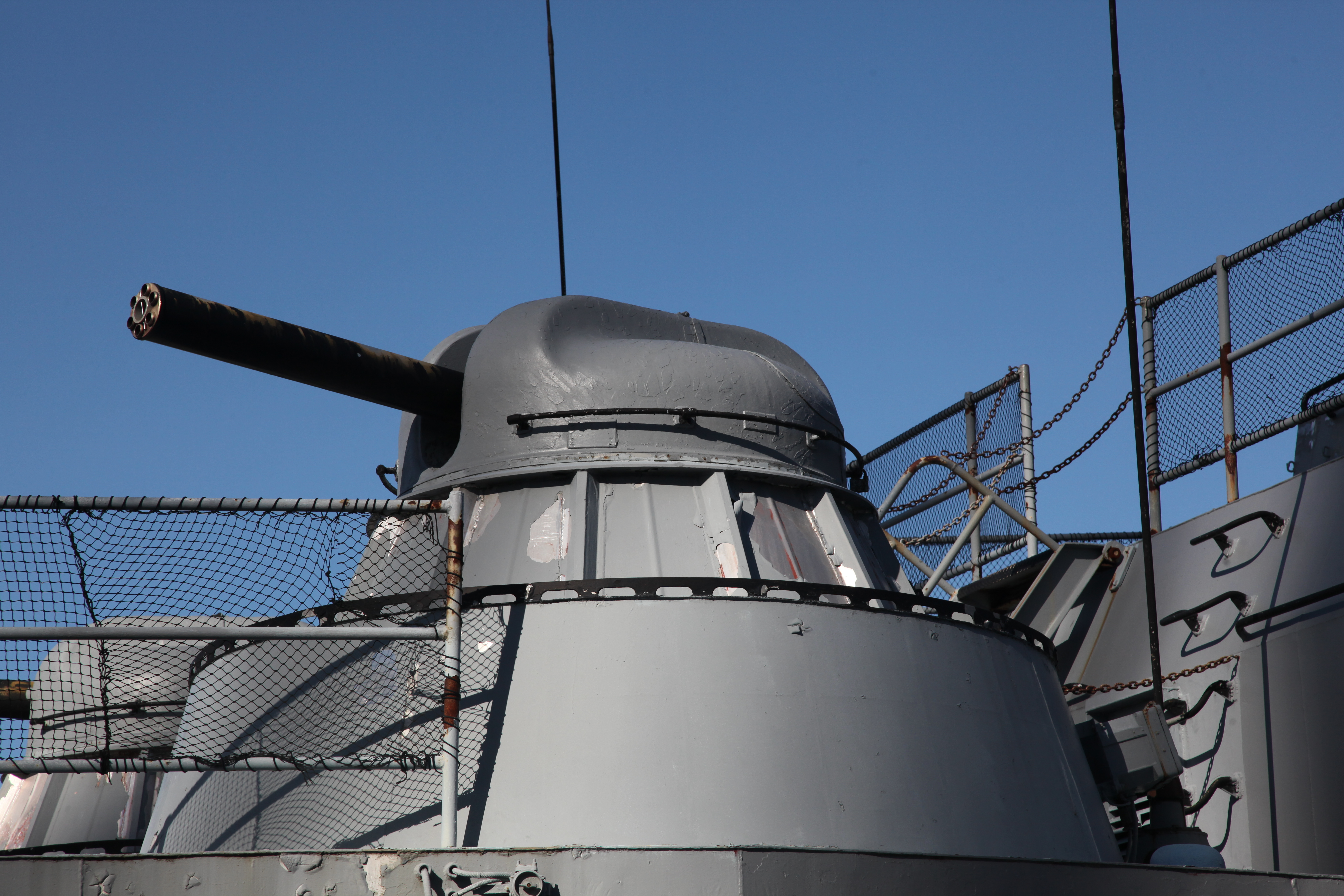
Canon de 30 mm AK-630.